# إدوارد هيجر
إدوارد هيجر ( مواليد 3 مايو 1976) هو سياسي سلوفاكي يشغل حالياً منصب رئيس وزراء سلوفاكيا منذ 1 أبريل 2021.